# Bobacella corvinum
Bobacella corvinum är en insektsart som beskrevs av Géza Horváth 1903. Bobacella corvinum ingår i släktet Bobacella och familjen dvärgstritar. Inga underarter finns listade i Catalogue of Life.